# Sedam djela milosrđa (Caravaggio)
Sedam djela milosrđa (tal. Sette opere di Misericordia) je ulje na platnu talijanskog slikara Caravaggia, oko 1607. godine. Slika prikazuje sedam tjelesnih djela milosrđa u tradicionalnom katoličkom vjerovanju, koja su skup suosjećajnih djela koja se tiču materijalnih potreba drugih.
Slika je napravljena za crkvu Pio Monte della Misericordia u Napulju i još uvijek se u njoj nalazi. Izvorno je zamišljeno da bude sedam odvojenih ploča oko crkve; međutim, Caravaggio je spojio svih sedam djela milosrđa u jednu kompoziciju koja je postala oltarna pala crkve. Slika se bolje vidi iz "il coretto" (mali kor) u prvom katu.

## Ikonografija
Sedam naslovnih djela/djela milosrđa predstavljeno je na slici kako slijedi:
Pokopati mrtve
U pozadini dva čovjeka nose mrtvaca (od kojih se vide samo noge).
Posjeti utamničene, a nahrani gladne
Desno, žena posjećuje zatvorenog poslanika i daje mu mlijeko iz svojih grudi. Ova slika aludira na klasičnu priču o rimskom milosrđu.
Utočište za beskućnike
Hodočasnik (treći slijeva, prepoznat po školjci u šeširu) traži sklonište od krčmara (sasvim lijevo).
Obuci gole
Sveti Martin iz Toursa, četvrti slijeva, raspolovio je svoj ogrtač i dao ga golom prosjaku u prvom planu, podsjećajući na popularnu legendu o svecu.
Posjetiti bolesne
Sveti Martin pozdravlja i tješi prosjaka koji je bogalj.
Osvježi žedne
Samson (drugi slijeva) pije vodu iz magarčeve čeljusti.

## Interpretacija
Američki povjesničar umjetnosti John Spike primjećuje da anđeo u središtu Caravaggiove oltarne slike prenosi milost koja nadahnjuje čovječanstvo da bude milosrdno.
Spike također primjećuje da je odabir Samsona kao simbola Davanja pića žednom toliko neobičan da zahtijeva neko objašnjenje. Zastrašujuća pošast Filistejaca bio je čovjek s dubokim manama koji je izvršio svoje herojske zadatke Božjom milošću. Kad je Samson bio u opasnosti da umre od žeđi, Bog mu je dao da pije vodu iz magareće čeljusti. Teško je ovo čudo dovesti u vezu s alegorijom Sedam djela milosrđa budući da ono zapravo nije djelo ljudskog milosrđa.
Što se tiče oštrih kontrasta chiaroscura na slici, njemački povjesničar umjetnosti Ralf van Bühren objašnjava jarko svjetlo kao metaforu za milosrđe, koje "pomaže publici da istraži milosrđe u vlastitim životima". Aktualna istraživanja također su utvrdila vezu između ikonografije "Sedam djela milosrđa" i kulturnih, znanstvenih i filozofskih krugova naručitelja slike.

## Nasljeđe
Sedam djela milosrđa za kazalište je 2016. adaptirala Royal Shakespeare Company. Napisao Anders Lustgarten, Sedam djela milosrđa režirala je Erica Whyman, zamjenica umjetničkog direktora u Royal Shakespeare Company.
Terence Ward stvorio je biografski triler o slici, zajedno s pričom o tome kako slika i danas utječe na živote, svojom knjigom The Guardian of Mercy: How an Extraordinary Painting by Caravaggia Changed an Ordinary Life Today, koju je objavio Arcade Publishing 2016.
Irska pjesnikinja, Catherine Ann Cullen, napisala je sedam pjesama o slici, koje su objavljene u časopisu The Other Now, objavljenom 2016.

## Vanjske poveznice
|  | Zajednički poslužitelj ima još gradiva o temi Sedam djela milosrđa (Caravaggio) |

- Knife Edge (Clothing the Naked), čita Catherine Ann Cullen